# ويليام نيكلسون (صحفي)
ويليام نيكلسون (بالإنجليزية: William Brinsley Nicholson)‏ هو صحفي نيوزلندي، ولد في 26 أغسطس 1877، وتوفي في 25 نوفمبر 1957.